# Wufeng, Gulou
Wufeng är ett stadsdelsdistrikt i sydöstra Kina. Det ligger i stadsdistriktet Gulou i provinshuvudstaden Fuzhou i provinsen Fujian. Antalet invånare är 109 429. Befolkningen består av 55 378 kvinnor och 54 051 män. Barn under 15 år utgör 12,0 %, vuxna 15-64 år 79 %, och äldre över 65 år 8,0 %.